# Herbert Francis
Herbert Nicholas Francis (nascido em 26 de maio de 1940) é um ex-ciclista olímpico estadunidense. Representou sua nação nos Jogos Olímpicos de Verão de 1960, em Roma.